# In the Air Tonight
«In the Air Tonight» (с англ. — «В вечернем воздухе») — песня британского певца и композитора Фила Коллинза, записанная в 1979 году и вышедшая на его дебютном сольном студийном альбоме Face Value в 1981 году. Также композиция была выпущена на одноимённом сингле в том же году.
Фил Коллинз: «Я не знаю, о чём она. Когда я писал её, моя личная жизнь разрушилась. Я тогда был просто вне себя после развода, и свой гнев выразил через эту песню». Песня состоит из двух частей, в её основе лежат педали, гитара и драм-машина Roland CR-78. Во второй части драм-машину заменяют мощные ударные Фила, а между частями — ставшее знаменитым кульминационное барабанное вступление.
Этот сингл стал первым в сольной карьере Фила Коллинза, прежде являвшегося штатным музыкантом и композитором рок-группы Genesis. Композиция «In the Air Tonight» является одной из самых известных песен Коллинза. В том же 1981 году выходит одноимённый видеоклип, режиссёром которого стал Стюарт Орме.
Во время первого исполнения этой песни на телевидении в программе «Top of the Pops» (1981) рядом с Коллинзом стояла банка с краской — своеобразный намёк на художника, с которым его жена Андреа завела роман, ещё будучи замужней.

## Список композиций
1. «In the Air Tonight» — 5:29[3]
2. «The Roof Is Leaking» — 3:16[3]

## Персонал, участвовавший в записи
- Фил Коллинз — клавишные, ударные, вокал
- Дэрил Стюрмер[англ.] — гитары, банджо
- Джон Джиблин (John Giblin) — бас-гитара
- Шанкар (Shankar) — скрипки
- Джо Портридж (Joe Partridge) — слайд-гитара

## Чарты
| Чарт (1981)                               | Наивысшая позиция |
| ----------------------------------------- | ----------------- |
| ARIA Singles Chart                        | 3                 |
| Austrian Singles Chart                    | 1                 |
| Canadian RPM Top Singles                  | 2                 |
| Dutch Top 40                              | 1                 |
| German Singles Chart                      | 1                 |
| Irish Singles Chart                       | 2                 |
| New Zealand RIANZ Singles Chart           | 6                 |
| Swedish Singles Chart                     | 1                 |
| Swiss Singles Chart                       | 1                 |
| UK Singles Chart                          | 2                 |
| Billboard Hot 100                         | 19                |
| U.S. Billboard Hot Mainstream Rock Tracks | 2                 |
| Чарт (1988)                               | Наивысшая позиция |
| Dutch Singles Chart                       | 17                |
| German Singles Chart                      | 3                 |
| UK Singles Chart                          | 4                 |
| Чарт (2007)                               | Наивысшая позиция |
| UK Singles Chart                          | 14                |
| Чарт (2008)                               | Наивысшая позиция |
| RIANZ Singles Chart                       | 1                 |

## Кавер-версии
Существуют кавер-версии в исполнении немецкого гитариста Axel Rudi Pell, записанная в стиле «мелодичный хеви-метал», немецкой группой в жанре «нью-эйдж» Gregorian, а также итальянской Nu-Metal группы Exilia и американской металкор-группы In This Moment.
Мэрилин Мэнсон так же представил свою интерпретацию легендарной композиции Фила Коллинза «In The Air Tonight»

## В культуре
- «Рискованный бизнес» (1983).
- «Полиция Майами: Отдел нравов» (пилотная серия) (1984).
- Мальчишник в Вегасе (2009)
- Сериал «Американцы» (1 сезон, 1 серия) (2013).
- Сериал «Король Талсы» (1 сезон, 9 серия) (2023).
- Фил Коллинз озвучил самого себя в видеоигре Grand Theft Auto: Vice City Stories; после выполнения миссии «In the Air Tonight» можно посетить его концерт с исполнением этой песни[9][10][11].
- Песня Еминема "Stan"